# Fronleichnamsverordnung
Die Fronleichnamsverordnung, amtlich Verordnung des Sächsischen Staatsministeriums des Innern über den regionalen Feiertag Fronleichnam (FronleichnamsVO), legt diejenigen Gemeinden Sachsens fest, in denen Fronleichnam ein gesetzlicher Feiertag ist. Die Verordnung wurde im Jahr 1993 aufgrund des Gesetzes über die Sonn- und Feiertage im Freistaat Sachsen (SächsSFG) erlassen.
Es handelt sich dabei um einige Gemeinden (insgesamt 25 Ortschaften) im Landkreis Bautzen, die überwiegend oder zumindest in hohem Anteil von Sorben bevölkert und traditionell mehrheitlich katholisch geprägt sind. Außerhalb dieser Regionen und damit im weit überwiegenden Teil des protestantischen Landes Sachsen kommt dem Fronleichnamsfest keine nennenswerte Bedeutung zu.
Infolge verschiedener nach 1993 erfolgter Eingemeindungen und Gemeindeauflösungen besteht die Kuriosität, dass bei manchen Gemeinden der Fronleichnamstag nur in bestimmten Ortsteilen arbeitsfrei ist. 
In folgenden Gemeinden und Ortsteilen der heutigen Gemeindestrukturen ist gemäß der FronleichnamsVO das Fronleichnamsfest ein gesetzlicher Feiertag:
- Bautzen (nur im Gebiet der einstigen Gemeinde Salzenforst-Bolbritz)
- Crostwitz
- Göda (nur Ortsteil Prischwitz)
- Großdubrau (nur Ortsteil Sdier)
- Hoyerswerda (nur Ortsteil Dörgenhausen)
- Königswartha (alle Ortsteile außer Wartha)
- Nebelschütz
- Neschwitz
- Panschwitz-Kuckau
- Puschwitz
- Räckelwitz
- Radibor
- Ralbitz-Rosenthal
- Wittichenau